# I Don't Want to Talk About It
I Don't Want to Talk About It è un brano musicale scritto da Danny Whitten e inciso nel 1971 dal gruppo musicale statunitense Crazy Horse nel loro eponimo album di debutto.

## Formazione
- Danny Whitten — chitarra, voce
- Nils Lofgren — chitarra, cori
- Ry Cooder — slide guitar
- Jack Nitzsche — piano, cori
- Billy Talbot — basso, cori
- Ralph Molina — batteria, cori

## Versioni di Rod Stewart
Il brano è stato eseguito come cover da diversi artisti tra cui il cantautore britannico Rod Stewart, che lo ha registrato nel 1975 in Alabama e lo ha pubblicato come singolo estratto dall'album Atlantic Crossing.

### Tracce
- 7" (Europa)

1. I Don't Want to Talk About It
2. The First Cut Is the Deepest

- 7" (USA)

1. I Don't Want to Talk About It
2. The Best Days of My Life

Nel 1989 l'artista ne ha realizzato una nuova versione per la raccolta Storyteller - The Complete Anthology: 1964-1990.
Nel 2004, nel suo concerto "One Night with Rod Stewart" alla Royal Albert Hall di Londra, ha interpretato il brano assieme ad Amy Belle. Il video YouTube del duetto ha avuto un grandissimo successo e ha totalizzato, a luglio 2024, oltre 1 miliardo di visualizzazioni.

## Altre cover
- La band britannica Everything but the Girl ha registrato il brano per l'album Idlewild, uscito nel 1988.
- Le Indigo Girls hanno inciso il brano per la colonna sonora del film Philadelphia (1993).